# CA-32
L'autovia CA-32 est une voie rapide qui relie les villes d'El Puerto de Santa María et Puerto Real dans la Province de Cadix.
D'une longueur de 8 km, elle prolonge la CA-31 (Pénétrant nord d'El Puerto de Santa María) jusqu'à l'AP-4 et la CA-35 à Puerto Real.

Elle est composée de 2 échangeurs.

## Tracé
- Elle prolonge la CA-31 à l'est d'El Puerto de Santa María, dessert les grandes zones industrielles et le port de la ville.
- À mi-chemin, la CA-32 croise une petite antenne qui la connecte à l'A-4
- Elle se termine au croisement entre la fin de l'AP-4 et la CA-35 qui prolonge l'autoroute venant de Séville à hauteur de Puerto Real.

## Sorties
| Numéro de la sortie | Nom de la sortie                                                                                                 | Bifurcation |
| ------------------- | --- | ----------- |
|                     | Jerez de la Frontera A-4 El Puerto de Santa María Centre - El Puerto de Santa María-Calle Virgen de Los Migralos | CA-31       |
|                     | El Puerto de Santa María Centre - El Puerto de Santa María-Calle Albareda                                        |             |
|                     | El Puerto de Santa María Centre - El Puerto de Santa María-Pozols Dulces                                         |             |
|                     | Zone industrielle Guadalete - Centre Commercial Bahia Mar Port Commercial d'El Puerto de Santa María             |             |
|                     | Zone industrielle La Isleta - Valdelagrana Nord                                                                  |             |
|                     | Zone industrielle La Isleta - Valdelagrana-Avendia de la Paz                                                     |             |
|                     | Valdelagrana Sud                                                                                                 |             |
|                     | Jerez de la Frontera Cadix - San Fernando                                                                        | A-4         |
|                     | Université de Cadix - Parc naturel de la baie de Cadix                                                           |             |
|                     | Cadix CA-35 Jerez de la Frontera - Séville Port de Puerto Real - Zones Industrielles                             | AP-4        |
|                     | Puerto Real Centre - Puerto Real-Ciudad de Mexico                                                                |             |

### Référence
- Nomenclature